# IJslands honkbalteam

De IJslandse vlag.

Het IJslands honkbalteam is het nationale honkbalteam van IJsland. Het team vertegenwoordigt IJsland tijdens internationale wedstrijden. Het IJslands honkbalteam sloot zich in 2008 aan bij de Europese Honkbalfederatie (CEB), de continentale bond voor Europa van de IBAF, omdat de sport voor die tijd nog niet populair was in IJsland.
IJsland is een van de minst actieve leden van de Europese Honkbalfederatie. Het heeft de afgelopen jaren niet gepresteerd of deelgenomen op EK's, WK's, Intercontinental Cup's, World Baseball Classic's of andere honkbaltoernooien. De reden hiervoor is dat IJsland de sport pas in 2007 introduceerde en dat de populariteit nog niet hoog is.